# Alan Seeger
Alan Seeger (Nova York, 22 de juny de 1888 - Belloy-en-Santerre, 4 de juliol de 1916) va ser un poeta estatunidenc conegut per haver escrit el poema "I Have a Rendezvous with Death" (tinc una cita amb la mort), un dels favorits del president dels EUA John F. Kennedy. De vegades se l'anomena com el "Rupert Brooke americà". Alan fou l'oncle del cantant de folk Pete Seeger, i va ser company de classe de T. S. Eliot a la Universitat Harvard. Seeger va lluitar i morir en la batalla del Somme servint a la Legió Estrangera Francesa en la Primera Guerra Mundial. Hi ha una estàtua seva al monument en honor dels voluntari estatunidencs caiguts per França durant la guerra, que està a la Place des États-Unis de París.

## Orígens i família
Nascut a Nova York el 22 de juny de 1888, Seeger es va traslladar amb la seva família a Staten Island amb un any d'edat i va romandre-hi fins als deu anys. El 1900 la seva família es va traslladar a Mèxic durant dos anys, cosa que va influir en l'imaginari d'alguns dels seus poemes. El seu germà Charles Seeger, un destacat pacifista i musicòleg, va ser el pare dels cantants de folk nord-americà Peter "Pete" Seeger, Mike Seeger i Margaret "Peggy" Seeger.

## Harvard
Seeger va entrar a la Universitat Harvard el 1906 després d'assistir a diverses escoles preparatòries d'elit, entre ells, Hackley School. A Harvard, va editar i escriure per al Harvard Monthly. Entre els seus amics allí, hi havia el comunista estatunidenc John Reed, encara que els dos tenien diferents punts de vista ideològics, i compartia classe de Harvard amb T. S. Eliot i Walter Lippmann, entre d'altres. Després de graduar-se el 1910, es va traslladar a Greenwich Village durant dos anys, on va escriure poesia i va gaudir de la vida de jove bohemi. Durant el seu temps a Greenwich Village, va assistir a vetllades a la fonda Mlles. Petitpas' (319 West 29th Street), on el caràcter propi va ser l'artista i erudit John Butler Yeats, pare del poeta William Butler Yeats.

## França
Instal·lat al Barri Llatí de París per continuar el seu estil de vida intel·lectual aparentment itinerant, el 24 d'agost de 1914, Seeger es va unir a la Legió Estrangera Francesa per poder lluitar pels aliats de la Primera Guerra Mundial (els Estats Units no van entrar en la guerra fins al 1917). Va morir en combat a Belloy-en-Santerre el 4 de juliol de 1916, animant els seus companys soldats en una càrrega reeixida després de rebre diversos impactes de foc de metralladora.

## Poesia

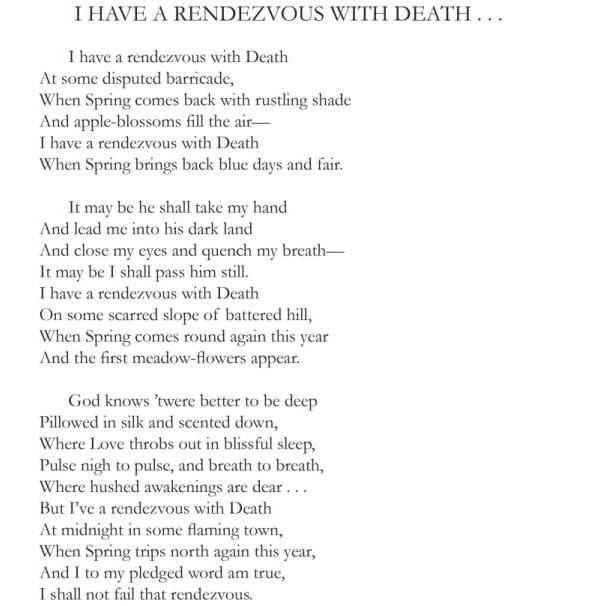
"I Have a Rendezvous with Death" d'Alan Seeger. Captura de la pàgina 164 del seu llibre Poems

La poesia de Seeger va ser publicat pels fills de Charles Scribner el desembre de 1916 amb una introducció de 46 pàgines de William Archer. Poems, un recull de les seves obres, va tenir relativament poc èxit, a causa segons Eric Homberger del seu elevat idealisme i del llenguatge, qualitats que no estaven de moda a les primeres dècades del segle xx.
Poems va ser criticat per la revista literària The Egoist, on el crític T. S. Eliot, company de classe de Seeger a Harvard, afirmava:
Seeger era seriós pel seu treball i s'hi va deixar la pell. El treball està ben fet, i està tan desfasat com per ser gairebé una qualitat positiva. Vola amunt, molt recorat i solemne, però la seva solemnitat va més enllà, no és una mera formalitat literària. Alan Seeger, com algú que sap que testificar, va viure tota la seva vida en aquest pla, amb una dignitat poètica impecable; tot en ell era conservar.
Un dels seus més famosos poemes va ser "I Have a Rendezvous with Death", publicat pòstumament. Un tema recurrent en les seves dues obres poètiques i els seus escrits personals era el seu desig de posar fi a la seva vida gloriosament a una edat primerenca. Aquest poema en particular, segons la Biblioteca John F. Kennedy, "era un dels poemes favorits de John F. Kennedy i que sovint demanava a la seva esposa (Jacqueline) que el recités".

## Llegat

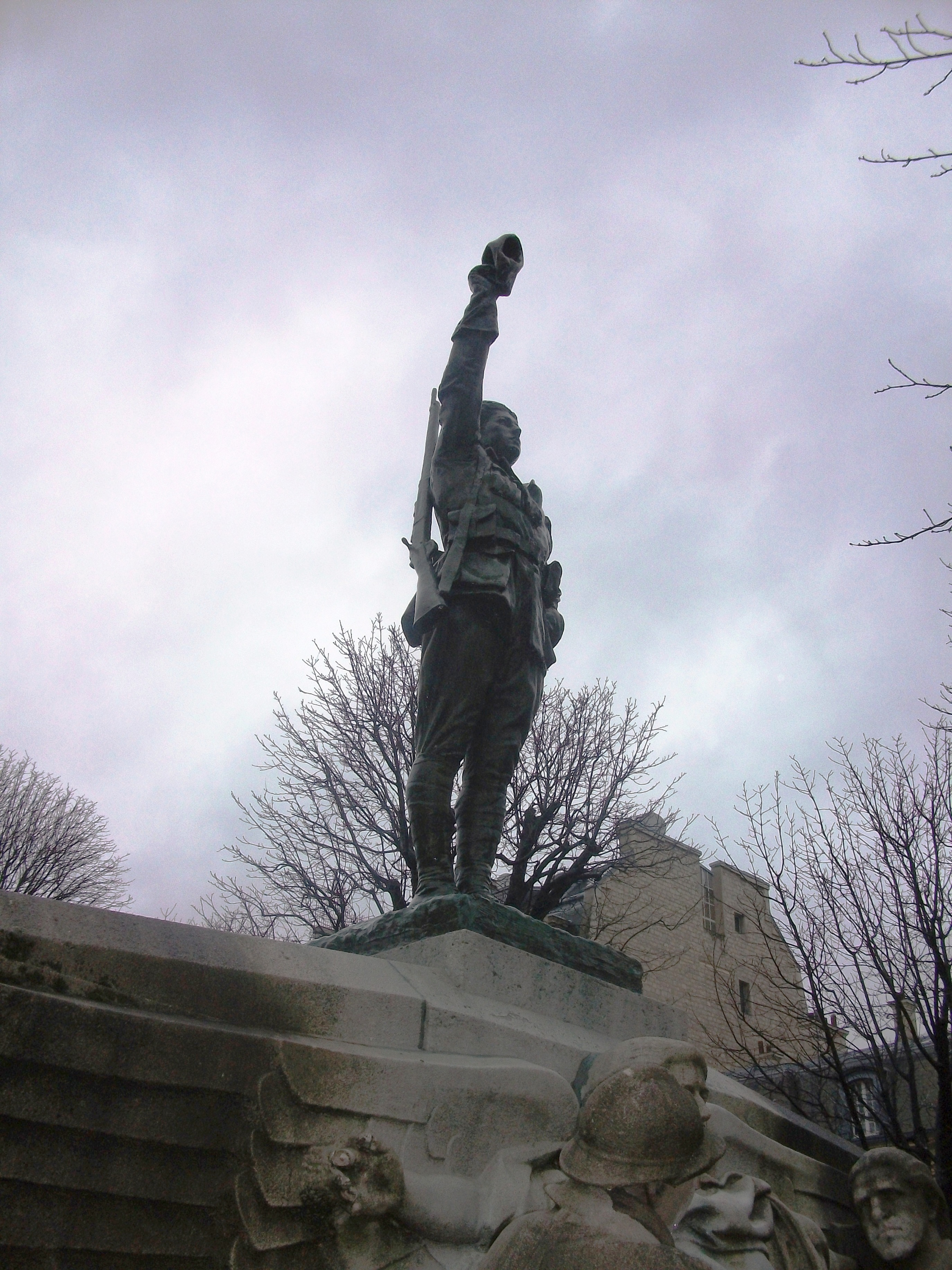
Monument commemoratiu als voluntaris americans a la Place des États-Unis de París

El 4 de juliol de 1923, el president del Consell d'Estat de França, Raymond Poincaré, va dedicar un monument a la Place des États-Unis de París als estatunidencs que s'havien ofert per lluitar a la Primera Guerra Mundial al servei de França. El monument, en forma d'una estàtua de bronze sobre un pedestal, dissenyat per Jean Boucher, es va finançar a través d'una subscripció pública.
Boucher havia utilitzat una fotografia de Seeger per inspirar-se, i el nom de Seeger es pot trobar entre el d'altres 23 que havien caigut en les files de la legió estrangera francesa, a la part posterior del pedestal. A més, a cada costat de la base de l'estàtua, hi ha dos fragments del poema de Seege "Ode in Memory of the American Volunteers Fallen for France", escrit poc abans de la seva mort el 4 de juliol de 1916. Seeger pretenia que les seves paraules fossin llegides a París el 30 de maig del mateix any, en una celebració de la festa estatunidenca, el Dia de la Decoració (més tard conegut com el Dia dels Caiguts).
L'Àrea Natural Alan Seeger, al centre de Pennsilvània, va ser anomenat pel coronel Henry Shoemaker en honor seu. Es desconeix si Alan Seeger tenia cap connexió amb la zona o per què Shoemaker va voler recordar al poeta. La zona és coneguda pels seus arbres verges.
El vaixell liberty SS Alan Seeger va ser construït per la California Shipbuilding Corp. Era un petrolier previst llançat el 5 d'octubre de 1943. Després de la guerra, es va vendre a una empresa privada el 1947 i més tard va xocar amb USS Von Steuben el 1968 (després de canviar el nom a Sealady).